# HaJerukim
HaJerukim (hebräisch הַיְְּרֻקִּים HaJəruqqīm, deutsch ‚Die Grünen‘) ist eine grüne Partei in Israel. Die Partei wurde im Dezember 1997 gegründet. Parteivorsitzender bis 2011 war Peer Visner, langjähriger stellvertretender Bürgermeister von Tel Aviv.

## Wahlergebnisse
Bei den israelischen Parlamentswahlen 2006 erreichten die Grünen 1,52 Prozent der Stimmen und scheiterten damit an der Zwei-Prozent-Hürde. Sie waren damit die stimmenstärkste Partei, die nicht in die Knesset eingezogen ist.
Auf kommunaler Ebene sind sie nach den Kommunalwahlen 2008 in 22 Städten und Gemeinden mit insgesamt 50 Abgeordneten vertreten. Darunter in Haifa mit vier und in Tel Aviv mit drei Abgeordneten. Der amtierende Bürgermeister von Haifa, Jona Jahaw, wurde 2003 als gemeinsamer Kandidat der Grünen und Shinui in sein Amt gewählt. Jahaw wechselte 2006 allerdings zur Kadima-Partei.
Auch bei den Parlamentswahlen 2009, 2013 sowie 2015 erreichten die Grünen keinen Parlamentssitz.
| Wahljahr | Stimmen | %    | Sitze |
| -------- | ------- | ---- | ----- |
| 1999     | 13.292  | 0,4  | 0     |
| 2003     | 12.833  | 0,41 | 0     |
| 2006     | 47.595  | 1,52 | 0     |
| 2009     | 12.378  | 0,37 | 0     |
| 2013     | 8.190   | 0,22 | 0     |
| 2015     | 2.992   | 0,07 | 0     |